# Barbara Garlaschelli
Barbara Garlaschelli (Milano, 26 novembre 1965) è una scrittrice e blogger italiana.
Ha perso l'uso delle gambe a 15 anni a causa di un tuffo in mare.

## Biografia
Laureata in Lettere Moderne all'Università Statale di Milano, ha esordito nella scrittura nel 1993 con l'antologia in floppy disk Storie di bambini, donne e assassini, Del 1995 è il suo esordio a stampa, con O ridere o morire, edito da Marcos y Marcos.
Scrittrice versatile, si è cimentata in vari generi: dal noir, alla letteratura per ragazzi (quest'ultima edita da EL, di cui ha diretto la collana “I corti”; con Walt Disney in collaborazione con Nicoletta Vallorani) al teatro. 
Costretta fin dall'età di 16 anni su una sedia a rotelle a causa della rottura di una vertebra per un tuffo in acque troppo basse, ha descritto con stile asciutto il suo percorso di vita nei dieci mesi successivi in Sirena, Moby Dick, Faenza 2001. Il libro è considerato un long seller e ha avuto varie ristampe: nel 2004 con Salani, nel 2007 con TEA e nel 2014 con Laurana Editore.
Nel dicembre 2004 ha vinto il Premio Scerbanenco con Sorelle, ex aequo con Trilogia della città di M. di Piero Colaprico.
I suoi romanzi e racconti sono tradotti in francese (editi da Gallimard), in castigliano per il mercato spagnolo (Roca Editorial) e messicano, in portoghese, in olandese e in serbo.
Il suo libro Non ti voglio vicino (Frassinelli, 2010) è un romanzo psicologico che tocca il tema scottante degli abusi sui minori e ne descrive le devastanti conseguenze; con questo romanzo Barbara Garlaschelli nel 2010 è stata finalista al Premio Strega e ha vinto il Premio Biennale di Narrativa "Matelica - Libero Bigiaretti", il  Premio Università di Camerino (2010), il Premio Alessandro Tassoni (2011) e nel 2012 la 25ª edizione del Premio Letterario Chianti.

## Opere

### Romanzi
- O ridere o morire (racconti). Marcos y Marcos, Milano 1995 (nuova ed. Todaro, Lugano 2005).
- Ladri e barattoli, Marcos y Marcos, Milano 1996.
- Quando la paura chiama, EL - “I corti”, Trieste 1997.
- L'ultima estate, EL - “I corti”, Trieste 1998.
- Tre amiche e una farfalla, EL - “Frontiere”, Trieste 1998.
- Nemiche, Frassinelli, Milano 1998.
- Marta nelle onde, EL - “Frontiere”, Trieste 1999.
- Davì, EL - “Frontiere”, Trieste 2000 (nuova edizione Senzapatria, 2010; nuova edizione riveduta e ampliata, Camelozampa - "Gli arcobaleni", 2013).
- La mappa del male (con Nicoletta Vallorani). Walt Disney, Milano 2000.
- Il pelago nell'uovo (racconti). Mobydick, Faenza (RA) 2000.
- Sirena - Mezzo pesante in movimento, Mobydick, Faenza (RA) 2001 (nuova ed. Salani, Milano 2004; nuova ed. TEA 2007; nuova ed. Laurana 2014).
- Nessuna lezione d'amore, EL - “Frontiere”, Trieste 2001.
- Alice nell'ombra, Frassinelli, Milano 2002.
- Sorelle, Frassinelli, Milano 2004.
- L'una nell'altra (racconti). Dario Flaccovio Editore, Palermo 2006.
- Frammenti. Storie da un fortino di periferia, Mobydick, collana “I Saggi”, Faenza (RA) 2006. ISBN 8881783320.
- Non ti voglio vicino, Frassinelli, Milano 2010.
- Lettere dall'orlo del mondo, Ad est dell'equatore, collana “NiMU”, Napoli 2012. ISBN 9788895797410.
- Carola, Frassinelli, Milano 2013.
- Sex & disabled people, con Alessandra Sarchi, Papero editore, Piacenza 2015
- Ballate controvento, Edizioni del gattaccio, Milano 2016
- Non volevo morire vergine, Piemme Voci, Milano 2017
- Il cielo non è per tutti, Frassinelli, Milano 2018

### Racconti
- Loraine, On line nel sito Incubatoio 16, 1996.
- Prima della rivolta, in Tutti i denti del mostro sono perfetti, Mondadori, Milano, “Urania” n. 1322, 9/11/1997.
- Dentro i colori, in A/Rivista Anarchica n. 245. editrice A, Milano 1998[2].
- Conversazione, in Il Galateo del Telefonino, Mobydick, Faenza (RA) 1999.
- Gemelli, in Delitti sotto l'albero, Todaro, Lugano 1999.
- Dissolvenza, in Capodanno nero, Todaro, Lugano 2000.
- Arriva la Befana, in Epifania di sangue, Todaro, Lugano 2001.
- Scarti, in Io, erotica, Fanucci, Roma 2001.
- Per tutta la vita?, in Innamorati da morire, Todaro, Lugano 2002.
- L'odore del tempo, On line nel sito I pinguini nel sottoscala, 2002
- Comparse, in Non siamo stati noi, Carabà, Milano 2003.
- Fotogrammi, in Anime nere, Arnoldo Mondadori Editore 2007.
- 15.000 battute, in Grand Tour. Rivisitare l'Italia nei suoi 150 anni, Italianieuropei, 05/2010
- Collabora da anni con i suoi racconti con il settimanale Confidenze.

### Poesia
- Ballate controvento, Milano, Edizioni del Gattaccio, 2016
- Caduta dentro un no. Ballate, Morellini, Milano 2020

### Miscellanea
- Sex & disabled people : un reading musicale con Alessandra Sarchi, Piacenza, Papero, 2015